# Fimbristylis microcarya
Fimbristylis microcarya är en halvgräsart som beskrevs av Ferdinand von Mueller. Fimbristylis microcarya ingår i släktet Fimbristylis och familjen halvgräs. IUCN kategoriserar arten globalt som livskraftig.

## Underarter
Arten delas in i följande underarter:
- F. m. microcarya
- F. m. tainanensis